# カスザメ
カスザメ（糟鮫、扁鯊、黄鯊、学名: Squatina japonica）は、カスザメ属に属するサメの一種。北西太平洋の300m以浅の砂底で見られる。体はエイのように平たく、全長1.5m以上になる。2基の背鰭が腹鰭より後方に位置すること、大きな棘の列が背面の正中線上にあること、胸鰭の先端の角度が小さいことで近縁のコロザメと区別できる。背面には四角形の暗色の斑点が散らばり保護色となっている。
餌は魚類や無脊椎動物。夜行性の待ち伏せ型捕食者である。胎生で2-10匹の仔魚を産む。刺激されなければ人には危害を加えない。肉や鮫皮が利用される。IUCNは保全状況を近絶滅種としている。

## 分類
1858年、ドイツの魚類学者ピーター・ブリーカーによって科学誌 Acta Societatis Scientiarum Indo-Neerlandicae において記載された。タイプ標本は53cmの雄で、長崎県沖で捕獲されたものである。種小名 japonica も日本に分布することに由来する。
2010年のmtDNAを用いた分子系統解析では、本種はタイワンコロザメなど他のアジア産カスザメ類と近縁であるという結果が得られた。本種はその中でも比較的早く分岐した種であり、分子時計では、本種はおよそ1億年前（白亜紀）に他のカスザメ類から分岐したことが示された。

## 形態

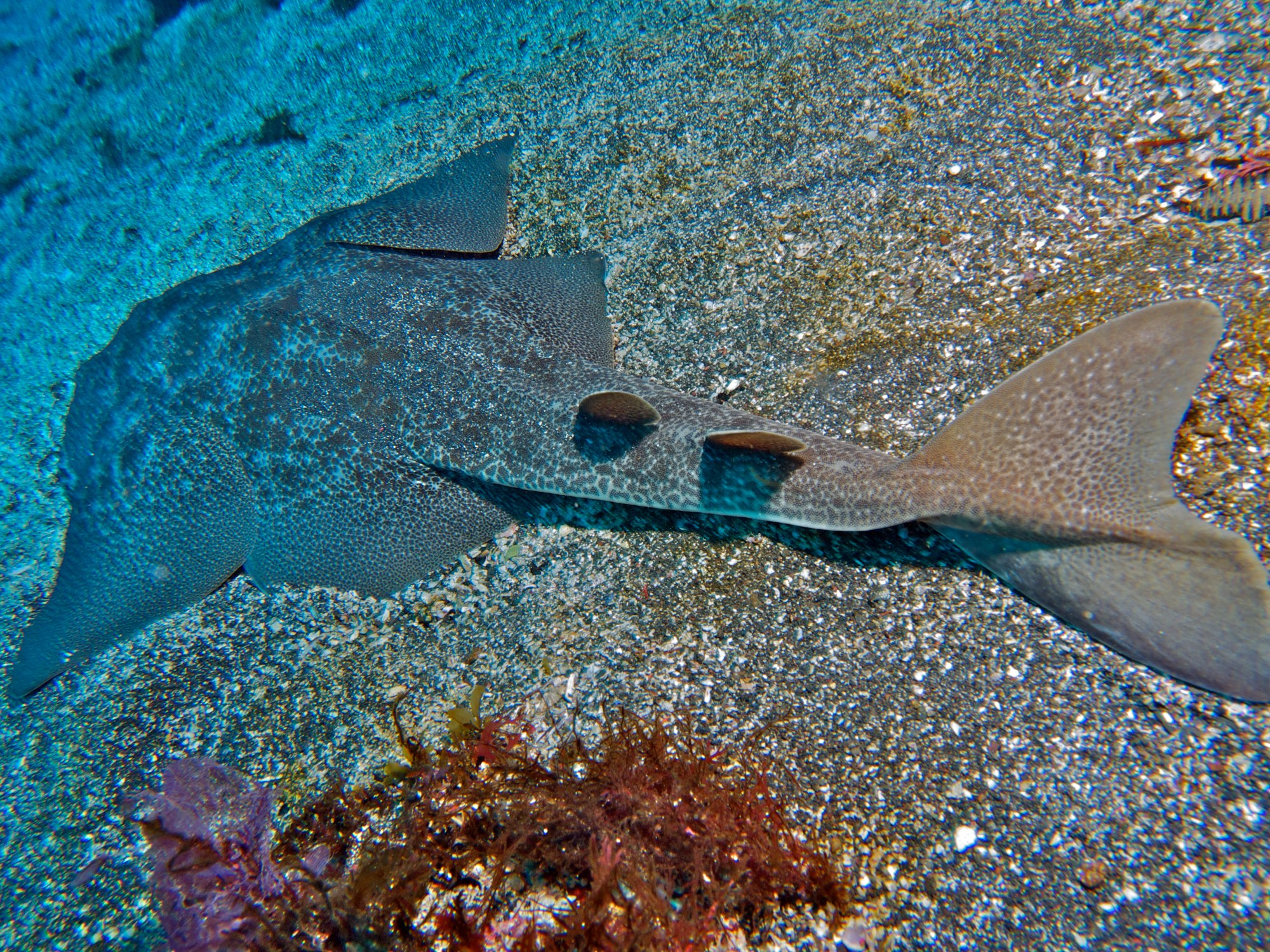
第一背鰭が腹鰭の先端より後方に位置することで、近縁のコロザメと区別できる。

体は細く、胸鰭・腹鰭は大きく広がる。頭部側面の皮褶は葉状にはならない。眼は楕円形で、間隔は広い。その直後には三日月型の噴水孔があり、噴水孔の内部前縁には大きな箱型の突出部がある。鼻孔は大きく、小さな鼻褶があり、2対の髭が付属する。外側の髭は細いが、内側の髭は先端が匙状となり、その基部はわずかに房状となる。口は頭部末端に位置して幅広く、唇褶がある。歯列は上下ともに片側10ずつで、中央には隙間がある。各歯は小さく、細くて尖る。頭部側面には5対の鰓裂がある。
胸鰭の前端は頭部から遊離し、三角形の葉状になる。先端は角張り、後端は丸みを帯びる。腹鰭の縁は凸状になる。2基の背鰭は尖り、大きさ・形は概ね同じである。腹鰭の先端より後方に位置する。尾柄は平たく、側面には隆起線が走る。尾鰭は大まかに三角形で、角は丸い。下葉は上葉より大きい。背面は中程度の大きさの皮歯に覆われ、頭部から尾までの正中線上には大きな棘の列が走る。背面は明褐色から暗褐色で、四角形の暗色の斑点が密に存在する。この斑点は鰭上では細かくなる。腹面は白く、黒斑がある。最大全長は資料によって異なるが、1.5-2.5mの範囲である。

## 分布
北西太平洋の比較的寒冷な海域に分布し、本州東岸から台湾、日本海南部・黄海・東シナ海・台湾海峡で見られる。古い資料ではフィリピンに分布するとしているものもあるが、これは別種の Squatina caillieti だと考えられている。大陸棚上の浅海から水深300m程度まで生息する。底生で、岩礁近くの砂底でよく見られる。

## 生態

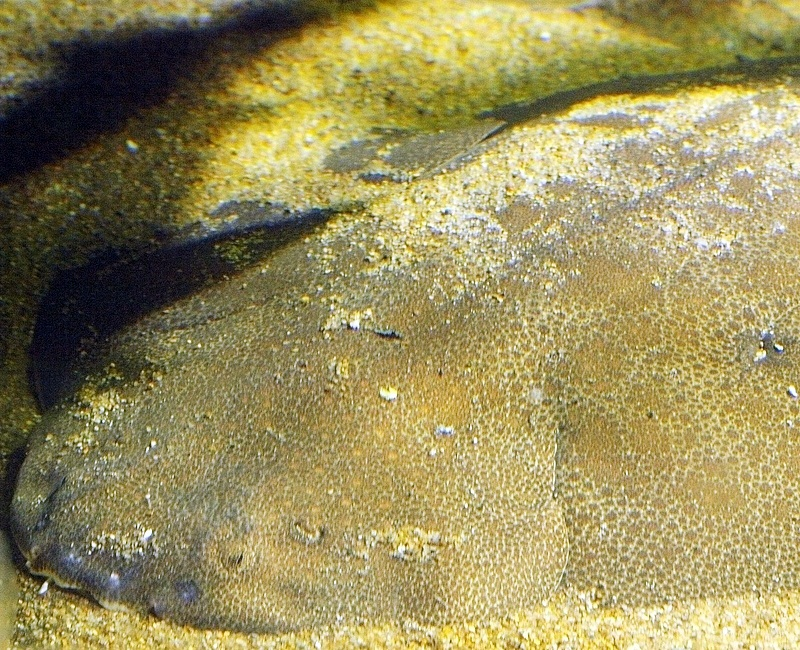
日中は底質内で動かない。

他のカスザメ類と同様、待ち伏せ型捕食者で、日中は底質に埋もれて過ごすが夜間は活動的になる。体色は保護色となる。餌は底生魚・頭足類・甲殻類など。単独か、同種個体と近接して見られる。寄生虫として、条虫のPhyliobothrium marginatum ・Tylocephalum squatinae、カイアシ類の Eudactylina squatini・Trebius shiinoi、ウミクワガタ類の Gnathia trimaculata のプラニザ幼生が知られている。胎生で、近縁種同様に受精卵は卵黄によって成長する。産仔数は2-10で、出産は春から夏。出生時は22cm程度。雌は80cmで性成熟するが、雄については不明である。

## 人との関わり
他のカスザメ類と同様、攻撃的ではないが、刺激されると噛み付き裂傷を負わせることがある。分布域の大部分で底引き網によって捕獲されるが、おそらく定置網・刺し網なども用いられている。肉は食用に、皮は鮫皮として、おろし金や刀剣の鞘としても用いられる。
捕獲されやすく繁殖力が低いため、商業漁業による漁獲圧に弱い。黄海やその近海で行われる底引き網は、水質汚染と合わせて地域の生態系に重大な影響を与えている。個体数はこの状況のもとで50%以上減少していると見られ、IUCNは保全状況を近絶滅種と評価している。中国政府が課している一部地域での底引き網漁の禁止は、本種の個体数によい影響を与えているかもしれない。